# Stefanie Kraehmer
Stefanie Kraehmer (ehem. Schulze) (* 21. Juli 1958 in Apolda) ist eine deutsche Historikerin und ehemalige Politikerin. Sie ist Hochschullehrerin für Sozialpolitik, Ökonomie sozialer Einrichtungen und sozialer Dienste an der Hochschule Neubrandenburg und war von 1999 bis 2009 für die Partei Die Linke Mitglied des Abgeordnetenhauses von Berlin.

## Leben
Stefanie Kraehmer studierte von 1978 bis 1983 Geschichte und Soziologie an der Humboldt-Universität zu Berlin mit dem Abschluss als Diplom-Historikerin. Sie wurde dort 1987 mit einer Arbeit über „Grundprinzipien der Hochschulpolitik der KPD/SED zur antifaschistisch-demokratischen Entwicklung der Universitäten und Hochschulen (1945/46–1949)“ zum Dr. phil. promoviert. Bis 1995 war sie als Wissenschaftliche Mitarbeiterin an der Humboldt-Universität zu Berlin tätig.
Sie ist ausgebildete Mediatorin und Organisationsberaterin und hat 2004 den Master of Business Administration im Fachgebiet Gesundheits- und Sozialmanagement/ Health Care Management an der Hochschule für Wirtschaft und Recht Berlin abgelegt.
In der Zeit von 1995 bis 2008 war sie als Lehrbeauftragte an der Universität Potsdam und an der Alice-Salomon-Fachhochschule Berlin Berlin.
An die Hochschule Neubrandenburg wurde sie 2008 zur Professorin für Sozialpolitik/ Ökonomie sozialer Einrichtungen und sozialer Dienste berufen. Im Zeitraum von 2009 bis 2014 war sie neben ihrer Professur an der Hochschule Neubrandenburg als Prorektorin Teil der Hochschulleitung der Hochschule Neubrandenburg.
Steffi Kraehmer ist seit 2014 auch als Dozentin für Sozialpolitik/Ökonomie bei der BeckAkademie Fernkurse und seit 2016 als Dozentin für Organisationsentwicklung und Coaching an der Hochschule Wismar tätig.
2016 gründeten Steffi Kraehmer und Anke Kampmeier das Frieda-Nadig-Institut für Inklusion und Organisationsentwicklung.

## Politik
Steffi Kraehmer (ehemals Schulze) ist eine ehemalige Abgeordnete für die Partei Die Linke. Von 1995 bis 1999 war sie Dezernentin für Jugend, Familie, Bildung und Sport für den Bezirk Lichtenberg. Ab 1999 gehörte Steffi Kraehmer dem Abgeordnetenhaus von Berlin an und war Vorsitzende des Ausschusses für Integration, Arbeit, Berufliche Bildung und Soziales und Mitglied des Finanzausschusses (Hauptausschuss). Ihr Abgeordnetenmandat legte sie 2009 nieder.